# Buena Vista 2.ª Sección (Colonia José María)
Buena Vista 2.ª Sección (Colonia José María) es una localidad del municipio de Centro ubicado en la subregión centro del estado mexicano de Tabasco.

## Geografía
La localidad de Buena Vista 2.ª Sección (Colonia José María) se sitúa en las coordenadas geográficas 18°08′48″N 92°45′33″O / 18.146667, -92.759167, a una elevación de 10 metros sobre el nivel del mar.

## Demografía
Según el Conteo de Población y Vivienda 2020, efectuado por el Instituto Nacional de Estadística y Geografía, la localidad de Buena Vista 2.ª Sección (Colonia José María) tiene 229 habitantes, de los cuales 112 son del sexo masculino y 117 del sexo femenino. Su tasa de fecundidad es de 2.04 hijos por mujer y tiene 50 viviendas particulares habitadas.
| Gráfica de evolución demográfica de Buena Vista 2.ª Sección (Colonia José María) entre 2000 y 2020 |
| |
| INEGI.                                                                                             |